# 中田騄郎

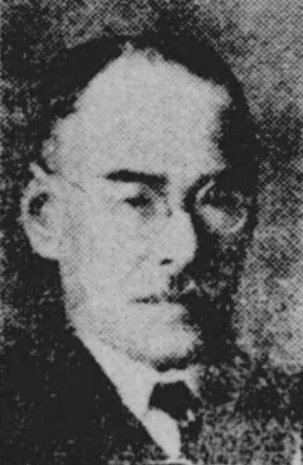
中田騄郎

中田 騄郎（なかだ ろくろう、1882年（明治15年）4月8日 - 1957年（昭和32年）8月12日）は、日本の衆議院議員（国民同志会）、弁護士。

## 経歴
静岡県榛原郡勝間田村（現在の牧之原市）出身。1901年（明治34年）、東京法学院（現在の中央大学）を卒業した。弁護士を開業し、静岡県弁護士会長に選出された。また静岡市会議員となり、議長も務めた。
1930年（昭和5年）、第17回衆議院議員総選挙に出馬し、当選を果たした。
その他、社団法人救護会理事長、静岡県社会事業協会副会長、藤相鉄道株式会社監査役などを務めた。

## 著書
- 『一秘の法門』（清見晴明会、1930年）
- 『天晴地明』（清見晴明会、1933年）
- 『金剛戒の信仰』（文松堂、1943年）

## 親族
- 従兄弟：三浦政太郎（医師）
- ひ孫：齋藤孝 （教育学者、明治大学教授）